# Потанино (Бурятия)
Пота́нино — посёлок в Бичурском районе Бурятии. Административный центр сельского поселения «Потанинское».

## География
Расположен на правом берегу реки Хилок при впадении речки Шанаги, в 65 км северо-восточнее районного центра, села Бичура, на границе с Забайкальским краем, проходящей здесь по главному руслу Хилка. У Потанино находится автомобильный мост через Хилок.

## История
Посёлок основан в 1958 году как лесозаготовительный пункт комбината «Забайкаллес». Название дано в честь исследователя и путешественника Григория Потанина.

## Население
| 2002 | 2010 | 2012 | 2013 | 2014 | 2015 | 2016 |
| ---- | ---- | ---- | ---- | ---- | ---- | ---- |
| 1088 | ↘978 | ↘953 | ↘942 | ↘930 | ↘892 | ↘875 |
| 2017 | 2018 | 2019 | 2020 | 2021 | 2023 | 2024 |
| ↘850 | ↘834 | ↘817 | ↘810 | ↘753 | ↘731 | ↘720 |
| 2025 |      |      |      |      |      |      |
| ↘713 |      |      |      |      |      |      |

## Инфраструктура
Администрация сельского поселения, средняя общеобразовательная школа, детский сад, сельский клуб, библиотека, участковая больница. Сгорела больница в январе 2019.

## Экономика
Заготовка и переработка древесины.